# Johan Pehrson
Carl Johan Georg Pehrson (ur. 8 maja 1968 w Längbro w gminie Örebro) – szwedzki polityk i prawnik, działacz Liberałów, w latach 2022–2025 lider tej partii, długoletni poseł do Riksdagu, w latach 2022–2024 minister zatrudnienia i integracji, od 2024 do 2025 minister edukacji.

## Życiorys
W 1996 ukończył studia prawnicze na Uniwersytecie w Uppsali, w latach 1994–1995 kształcił się także w King’s College London. Pracował w sektorze bankowym, jako urzędnik ministerstw i w sądownictwie. Był też zatrudniony w strukturze Ludowej Partii Liberałów (która w 2015 zmieniła nazwę na Liberałowie). W pierwszej połowie lat 90. pełnił funkcje członka zarządu i drugiego wiceprzewodniczącego jej organizacji młodzieżowej. Był też wybierany na radnego w Örebro.
W latach 1998–2015 zasiadał w Riksdagu. Od 2001 do 2002 był sekretarzem partii, a w latach 2006–2014 pełnił funkcję przewodniczącego grupy poselskiej. W 2015 złożył mandat deputowanego w związku z zaangażowaniem się w projekt biznesowy. W wyniku wyborów w 2018 powrócił do szwedzkiego parlamentu (reelekcja w 2022).
W 2019 ponownie objął kierownictwo frakcji Liberałów w Riksdagu. Został też pierwszym wiceprzewodniczącym swojego ugrupowania. Gdy w kwietniu 2022 Nyamko Sabuni ustąpiła z funkcji przewodniczącej Liberałów, Johan Pehrson stanął na czele partii (do czasu zaplanowanego na ten sam rok kongresu).
W październiku 2022 objął urząd ministra zatrudnienia i integracji w utworzonym wówczas rządzie Ulfa Kristerssona. W listopadzie tegoż roku został wybrany na przewodniczącego Liberałów. We wrześniu 2024 w dotychczasowym gabinecie przeszedł na funkcję ministra edukacji. W czerwcu 2025 na funkcji lidera partii zastąpiła go Simona Mohamsson. W tym samym miesiącu odszedł także z rządu.